# هشام بن أبي حذيفة
الصحابي هِشَامُ بن أَبي حُذَيفة مُهَشِّم بن المغيرة بن عبد الله بن عُمَر بن مخزوم القرشي المخزومي، من السابقين الأولين في الإسلام، فقد أسلم قديمًا بمكة، وهاجر إلى الحبشة في الهجرة الثانية مع جعفر بن أبي طالب،  ورجع إِلى المدينة المنورة مع أَصحاب السفينتين بعد غزوة خيبر عام 8 هـ، وأُمّه أُم حذيفة بنت أَسد بن عبد اللّه بن عُمَر بن مخزوم، توفّي وليس له عقب.